# Lago Polcahué
El lago Polcahué es un lago de origen glacial ubicado en Argentina, en la provincia del Neuquén, en el departamento Aluminé. Su nombre significa lugar resbaladizo.

## Geografía
El lago ocupa la parte inferior de un antiguo valle glaciar de este a oeste en una longitud de 2,7 kilómetros. Se encuentra al norte, pero fuera del parque nacional Lanín, a unos 15 km al sur del lago Aluminé, una docena de kilómetros al norte del lago Ñorquinco y menos de cuatro kilómetros al norte del lago Pulmarí.
Su efluentes que se originan en su costa oriental desembocan en el río Aluminé después recorrer 12 kilómetros de distancia. Por lo tanto, pertenece a la cuenca del río Negro.